# Джеймс Брукс
Джеймс Лоурънс Брукс (на английски: James Lawrence Brooks) е американски режисьор, сценарист и продуцент.

## Биография
Джеймс Лорънс Брукс е роден на 9 май 1940 г. в квартал Бруклин в Ню Йорк и е израснал в Норт Берген, Ню Джърси. Родителите му, Дороти Хелън (по баща Шейнхайт) и Едуард М. Брукс са търговци (майка му продава детски дрехи; баща му мебели). Семейство Брукс е с еврейски произход, като Едуард Брукс променя фамилното си име от Бърнщайн и започва да твърди, че е с ирландски корени. Бащата на Брукс изоставя майка му, когато разбира, че е бременна с него и губи контакт със сина си, когато Брукс е на дванадесет години. По време на бременността бащата на Брукс изпраща на жена си пощенска картичка, в която се казва: „Ако е момче, кръсти го Джим.“ Майка му почива, когато той е на 22 години. Той описва ранния си живот като „труден“ с „разбит дом, беден и някак самотен, такива неща“, по-късно добавяйки: „Баща ми беше нещо като влязъл и излязъл и майка ми работеше много часове, така че нямаше друг избор, освен да съм много сам в апартамента.“ Той има по-голяма сестра Даян, която му помага и се грижи за него като дете и на която той ще посвети „Колкото толкова“.
Брукс прекарва голяма част от детството си в „оцеляване“ и четене на множество комедийни произведения, както и писане, той изпраща комедийни разкази на издателите и от време на време получава положителни отговори, въпреки че нито един не е публикуван и не вярва, че може да направи кариера като писател. Брукс посещава гимназия Weehawken, но не е добър. Той е в екипа на вестника в гимназията и често осигуряваше интервюта с известни личности, включително Луис Армстронг. Той изброява някои от своите влияния като Сид Цезар, Джак Бени, Лени Брус, Майк Никълс и Илейн Мей, както и писателите Пади Чайефски и Франсис Скот Фицджералд.

### Кариера
След като напуска университета в Ню Йорк, Джеймс Брукс получава работа като разпоредител в Си Би Ес, като продължава да пише за предаванията на Си Би Ес нюз. Той се премества в Лос Анджелис през 1965 г., за да работи по документалните филми на Дейвид Л. Уолпър. След като е уволнен, той се среща с продуцента Алън Бърнс, който му осигурява работа като сценарист в сериала „Моята майка колата“.
Брукс пише за няколко предавания, преди да бъде нает като редактор на истории в „Моят приятел Тони“ и по-късно създава сериала „Стая 222“. Грант Тинкър наема Брукс и Бърнс в „MTM Productions“, за да създадат „Шоуто на Мери Тайлър Мур“ през 1970 г. Шоуто е едно от първите за представяне на независима работеща жена като главен герой, одобрен е от критиците и печели на Брукс няколко награди „Еми“ в праймтайм. След това Брукс и Бърнс създават две успешни спин-офи от Мери Тайлър Мор, „Рода“ (комедия) и „Лу Грант“ (драма). Брукс напуска „MTM Productions“ през 1978 г., за да създаде съвместно сериала „Такси“, който въпреки че печели множество награди „Еми“, страда от ниски рейтинги и е отменен два пъти.
Брукс се насочи към работа в игрални филми, когато написа и продуцира филма от 1979 г. „Започване отначало“. Следващият му проект е одобреният от критиката филм „Думи на обич“ (1983), който той продуцира, режисира и написва. Печели „Оскар“ за най-добър режисьор, „Оскар“ за най-добър филм и „Оскар“ за най-добър адаптиран сценарий. Базира следващия си филм „Новинарски блок“ (1987) на неговия журналистически опит, филмът му донася още две номинации за „Оскар“. Филмът му „Готов на всичко“ (1994) получава негативно мнение, „Колкото толкова“ (1997) (написан в съавторство с Марк Андрус) печели допълнителни похвали. Минават седем години до следващия му филм Spanglish „Спенглиш“ (2004). Шестият му филм „Как да разбера“ излиза през 2010 г. Брукс продуцира и наставлява Камерън Кроу в „Кажи нещо...“ (1989) и Уес Андерсън и Оуен Уилсън в „Ракета в бутилка“ (1996).
През 1986 г. Брукс основава телевизионната и филмова компания „Gracie Films“. Въпреки че не възнамерява да го направи, Брукс се завръща в телевизията през 1987 г. като продуцент на „Шоуто на Трейси Улман“. Той нае карикатуриста Мат Грьонинг да създаде поредица от късометражни филми за шоуто, което в крайна сметка доведе до „Семейство Симпсън“ през 1989 г. „Семейство Симпсън“ спечели многобройни награди и все още се излъчва след 30 и повече години. Брукс също е копродуцент и съавтор на филмовата адаптация на сериала от 2007 г. „Семейство Симпсън: Филмът“. Общо Брукс има 53 номинации за „Еми“, печелейки 21 от тях.

### Персонален живот
Джеймс Брукс е женен два пъти. Първата му съпруга е Мариан Катрин Мориси, имат една дъщеря Ейми Лорейн Брукс. Те се развеждат през 1972 г. През 1978 г. се жени за Холи Бет Холмбърг и имат три деца, дъщеря Клои и синовете Купър и Джоузеф. Те се развеждат през 1999 г.
Той е член на братството Алфа Епсилон Пи. Дарил е над 175 000 долара на кандидати от Демократическата партия. През януари 2017 г. Брукс заявява в интервю за „Холивуд Рипортър“, че сега кариерата му е съсредоточена само върху това да остане със „Семейство Симпсън“ до края на сериала и да продължи да среща Стивън Спилбърг „на пазара“.
Брукс е запален фен на Лос Анджелис Клипърс.

## Избрана филмография
| Година | Филм            | Оригинално заглавие |
| ------ | --------------- | ------------------- |
| 1983   | Думи на обич    | Terms of Endearment |
| 1987   | Новинарски блок | Broadcast News      |
| 1994   | Готов на всичко | I'll Do Anything    |
| 1997   | Колкото толкова | As Good as It Gets  |
| 2004   | Спенглиш        | Spanglish           |
| 2010   | Как да разбера  | How Do You Know     |